# 李海 (1974年)
李海（1974年3月—），男，中华人民共和国外交官，现任中华人民共和国驻伊尔库茨克总领事。

## 生平
李海曾任中华人民共和国教育部国际合作与交流司副司长。2022年6月，出任中华人民共和国驻伊尔库茨克总领事。